# Politique étrangère
Politique étrangère (PE, ISSN 0032-342X) ist eine vierteljährlich erscheinende französische Fachpublikation für Außenpolitik und Internationale Politik. 1936 gegründet, ist sie die älteste Zeitschrift dieser Fachrichtung in Frankreich.
Wie die Zeitschriften Foreign Affairs (hrsg. im Auftrag des Council on Foreign Relations), International Affairs (hrsg. vom Chatham House) und Internationale Politik (hrsg. von der Deutschen Gesellschaft für Auswärtige Politik) erscheint auch Politique étrangère unter dem Dach einer nationalen Organisation für Außenpolitik, nämlich des „Institut français des relations internationales“ (abgekürzt „IFRI“, Französisches Institut für internationale Beziehungen).
Autoren sind renommierte Wissenschaftler, Politiker und Publizisten aus Frankreich und anderen Ländern. Unter diesen finden sich zum Beispiel Raymond Aron, André Beaufre, Jacques Berque, Henry Kissinger, Claude Lévi-Strauss, Louis Massignon und Jean-Paul Sartre.

## Redakteure
- Herausgeber: Thierry de Montbrial
- Chefredakteur: Dominique David
- Stellvertretender Chefredakteur: Marc Hecker
- Redakteure: Denis Bauchard, Bernard Cazes, Etienne de Durand, Thomas Gomart, Jolyon Howorth, Ethan Kapstein, Jean Klein, Jacques Mistral, Khadija Mohsen-Finan, Dominique Moïsi, Philippe Moreau Defarges, Eliane Mossé, Françoise Nicolas, Valérie Niquet, Hans Stark
- Wissenschaftliches Redaktionskomitee: Thierry de Montbrial, Hélène Carrère d’Encausse, Jean-Claude Casanova, Dominique Chevallier, Gérard Conac, Jean-Luc Domenach, Jean-Marie Guéhenno, François Heisbourg, Jacques Lesourne, Jean-Pierre Rioux, Pierre Rosanvallon, Olivier Roy, Jacques Rupnik, Georges-Henri Soutou, Maurice Vaïsse, Alain Vernay